# Maria Teresa Gargano
Pour les articles homonymes, voir Gargano (homonymie).
Maria Teresa Gargano est une gymnaste artistique italienne née à Rome le 23 novembre 1986.

## Palmarès

### Championnats d'Europe
- Amsterdam 2004
  -  médaille de bronze au sol
- Patras 2002
  -  médaille de bronze au concours par équipes

### Jeux méditerranéens
- Tunis 2001
  -  médaille d'argent au concours par équipes
  -  médaille d'argent à la poutre
  -  médaille de bronze au sol